# Marianna Zahariadi

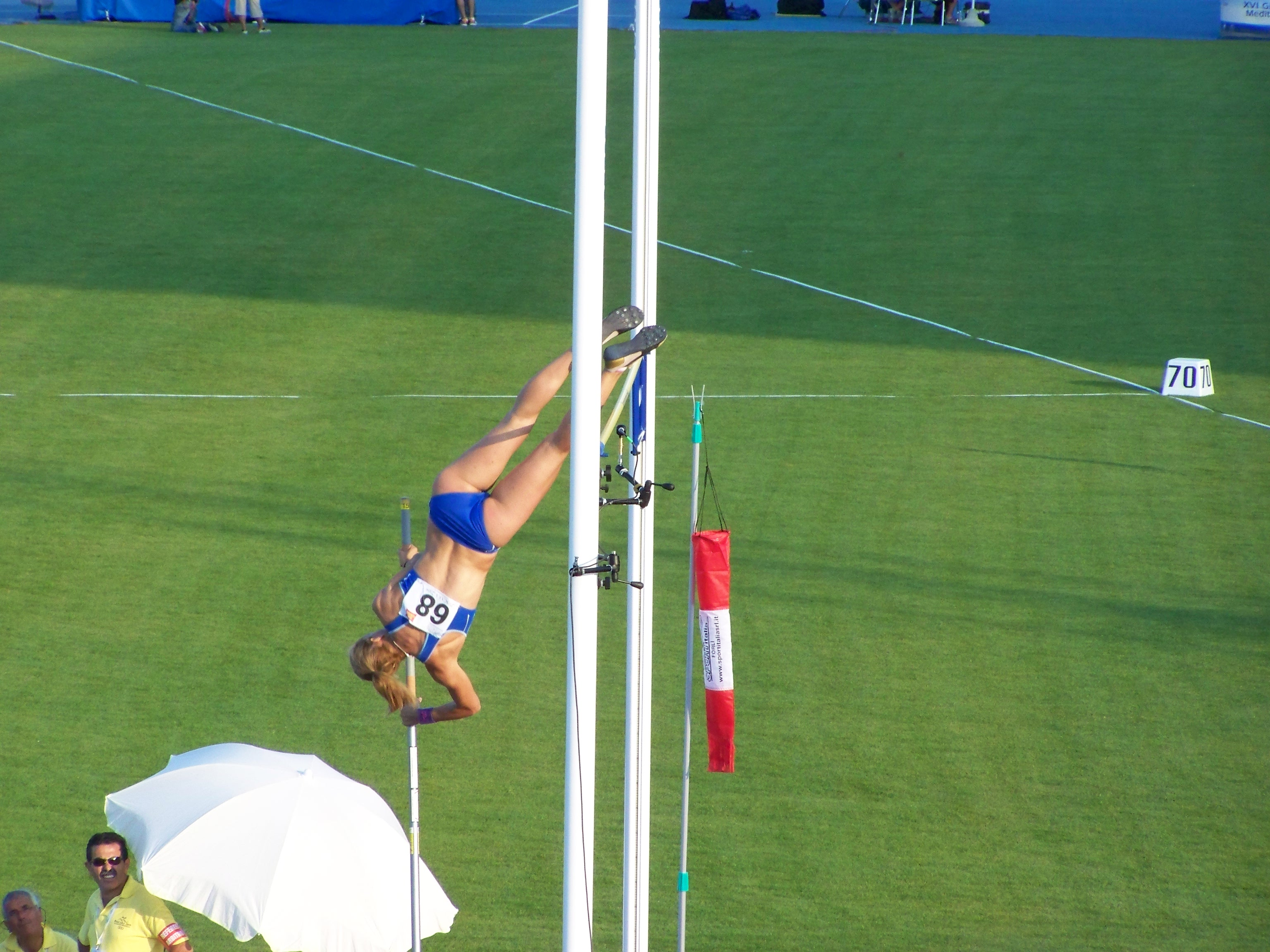

Marianna Zahariadi (görögül Μαριάννα Ζαχαριάδη, transzlit. Mariánna Zachariádi̱, 1990. február 25. – 2013. április 29.) görög rúdugró, 2008. május 1-től Ciprust képviselte.

## Sportpályafutása
Sportpályafutása 2006-ig vezethető vissza. Görögországot 2007-ig képviselte, majd megkapta a ciprusi állampolgárságot.
A 2009-ben a pescarai Mediterrán Játékokon ezüstérmes lett, 2010-ben a Nemzetközösségi Játékokon szintén ezüstérmet szerzett.
A ciprusi szabadtéri és fedett pályás országos csúcsot is ő tartotta: előbbit 445, utóbbit 441 centiméterrel.
2011-ben Hodgkin-kórt diagnosztizáltak nála. 2013. április 29-én elhunyt.

## Eredmények
- 1. helyezés a II. osztályú csapat Európa-bajnokságon (Besztercebánya, 2009) (4,35 m) (PB)[3])
- ezüstérmes a Mediterrán Játékokon (Pescara, 2009) (4,45 m)
- 13. helyezést ért el a 2010-es fedett pályás atlétikai világbajnokság női rúdugrás selejtezőjében (Doha, 2010) (4,35 m), nem jutott döntőbe (SB)[4]
- 1. hely a III. osztályú csapat Európa-bajnokságon (Marsa, 2010) (4,10 m)
- ezüstérmes a Nemzetközösségi Játékokon (Új-Delhi, 2010) (4,40 m)

## Egyéni csúcsok
- rúdugrás (szabadtéri) - 4,45 m: Pescara (Olaszország): 2009. június 30.
- rúdugrás (fedett pályás rekord) - 4,41 m: Pireusz (Görögország): 2009. február 21.